# Parafia Matki Bożej Bolesnej w Chotowej
Parafia Matki Bożej Bolesnej w Chotowej – parafia rzymskokatolicka znajdująca się w diecezji tarnowskiej, w dekanacie Dębica Zachód.

## Historia
Obecny kościół parafialny powstał w latach 1983–1985. Kamień węgielny to mały głaz – muszla, wyjęty z bazyliki Jasnogórskiego Sanktuarium. Wmurowany został 27 maja 1984 r. przez bpa Piotra Bednarczyka. 15 września 1985 r. budowa kościoła została uwieńczona poświęceniem, dokonanym przez bpa tarnowskiego Jerzego Ablewicza. W bocznym ołtarzu kościoła umieszczona jest kopia obrazu Matki Bożej Częstochowskiej, zakupiona w 1800 r. w Częstochowie.

## Proboszczowie
- ks. Władysław Smereka (1940–1942)
- ks. Antoni Gnutek (1942–1967)
- ks. Mieczysław Antos (1967–1977)
- ks. Leopold Bandurski (1977–1983)
- ks. Andrzej Jedynak (1983–1998)
- ks. Andrzej Mikulski (1998–2006)
- ks. Józef Majka (2006–2020)
- ks. Mariusz Urbański (od 2020)[3]

Źródło: